# Fédération internationale de ski-alpinisme
Ne doit pas être confondu avec Fédération internationale de ski.
La Fédération internationale de ski de montagne  (en anglais et officiellement International Ski Mountaineering Federation) (ISMF)  est une association sportive internationale qui fédère plus de 30 fédérations nationales du monde entier.
Le Conseil international du ski de montagne (ISMC) a été fondé en 1999 en tant qu'organe interne de l'Union internationale des associations d'alpinisme (UIAA). L'ISMC a été créée pour diriger et administrer le sport de ski de montagne ou ski alpinisme en remplacement du Comité international pour le ski alpinisme de compétition fondé à Barcelone en 1988.
Le 6 octobre 2007, l’assemblée générale de l’UIAA a approuvé ses nouveaux statuts, où la figure de «membre de l'unité» a été créée. À la suite de ce changement, il a fallu constituer une "fédération internationale de concurrence indépendante dotée de sa propre personnalité juridique", à savoir la "Fédération internationale de ski de montagne (ISMF)".
Elle est responsable du classement mondial des équipes nationales, de la définition des règles officielles et de l'organisation de compétitions internationales majeures.
L'ISMF est affiliée à l'Association générale des fédérations internationales de sports et à l'Association des fédérations internationales de sports reconnues par le Comité international olympique. Elle est également partie prenante de l'Agence mondiale antidopage.

## Associations membres
En 2018, la fédération comptait 33 membres officiels.
| Amériques | Asie-Pacifique | Europe |
| --- | --- | --- |
| - Argentine (Federaciòn Argentina de Ski y Andinismo) - Brésil (Confederação Brasileira De Desportos Na Neve) - Canada (Club alpin du Canada) - États-Unis (United States Ski Mountaineerig association) | - Chine (Chinese Mountaineering Association) - Iran (I.R.Iran Mountaineering&Sport Climbing Federation) - Japon (Japan Mountaineering Association) - Corée du Sud (Korean Alpine Federation) | \| - Andorre (Federaciò Andorrana de Muntanyisme) - Arménie (Armenian Ski Mountaineers Association) - Autriche (Österreichischer Skiverband) - Azerbaïdjan (Azerbaijan Winter Sports Federation) - Belgique (Climbing & Mountaineering Belgium asbl-vzw) - Bulgarie (Bulgarian Climbing and Mountaineering Federation) - République tchèque (Czech Mountaineering Association) - Danemark (Ski Federation Denmark) - Espagne (Federación Española de Deportes de Montaña y Escalada) - France (Fédération française de la montagne et de l'escalade) - Royaume-Uni (British Mountaineering Council) - Allemagne (Deutscher Alpenverein) \| - Grèce (Hellenic Federation of Mountaineering and Climbing) - Italie (Federazione Italiana Sport Invernali) - Pays-Bas (Nederlandse Klim-en Bergsport Vereniging) - Norvège (Norges Skiforbund - The Norwegian Ski Federation) - Pologne (Polski Zwiazek Alpinizmu / Polish Mountaineering Association) - Portugal (Federação de Campismo e Montanhismo de Portugal) - Roumanie (Romanian federation of Mountaineering and Climbing) - Russie (Russian Mountaineering Federation) - Slovénie (Planinska zveza Slovenije / Alpine Association of Slovenia) - Suisse (Club alpin suisse) - Slovaquie (Slovak Skimountaineering Association) - Suède (The Swedish Climbing Federation) - Turquie (Turkish Mountaineering Federation) \| |
| - Andorre (Federaciò Andorrana de Muntanyisme) - Arménie (Armenian Ski Mountaineers Association) - Autriche (Österreichischer Skiverband) - Azerbaïdjan (Azerbaijan Winter Sports Federation) - Belgique (Climbing & Mountaineering Belgium asbl-vzw) - Bulgarie (Bulgarian Climbing and Mountaineering Federation) - République tchèque (Czech Mountaineering Association) - Danemark (Ski Federation Denmark) - Espagne (Federación Española de Deportes de Montaña y Escalada) - France (Fédération française de la montagne et de l'escalade) - Royaume-Uni (British Mountaineering Council) - Allemagne (Deutscher Alpenverein) | - Grèce (Hellenic Federation of Mountaineering and Climbing) - Italie (Federazione Italiana Sport Invernali) - Pays-Bas (Nederlandse Klim-en Bergsport Vereniging) - Norvège (Norges Skiforbund - The Norwegian Ski Federation) - Pologne (Polski Zwiazek Alpinizmu / Polish Mountaineering Association) - Portugal (Federação de Campismo e Montanhismo de Portugal) - Roumanie (Romanian federation of Mountaineering and Climbing) - Russie (Russian Mountaineering Federation) - Slovénie (Planinska zveza Slovenije / Alpine Association of Slovenia) - Suisse (Club alpin suisse) - Slovaquie (Slovak Skimountaineering Association) - Suède (The Swedish Climbing Federation) - Turquie (Turkish Mountaineering Federation) | |

La Catalogne au travers de la Federaciò d'Entitats Excursionistes de Catalunya est membre associé. Par ailleurs, l'Inde et le Népal sont deux membres provisoires en 2018.

## Compétitions
La Fédération reconnait quatre classes : 
- cadets (16–18 ans)
- juniors (19–20 ans)
- espoirs (21–23 ans)
- seniors (> 23 ans)

Elle organise tous les deux ans le Championnat du monde avec cinq épreuves : individuel, sprint, course verticale, par équipe, en relais. Elle organise également chaque année la coupe du monde avec plusieurs étapes dans le monde. 
Le ski alpinisme sera une discipline qui fera son entrée en 2020 aux Jeux olympiques de la jeunesse de Lausanne.